# Championnat d'Angleterre de rugby à XV 2002-2003
Navigation
Zurich Premiership 2001-2002 Zurich Premiership 2003-2004
Le Championnat d'Angleterre de rugby à XV, qui porte le nom Zurich Premiership de son sponsor du moment, oppose pour la saison 2002-2003 les douze meilleures équipes anglaises de rugby à XV. 
Le championnat a débuté le 30 août 2002 et s'est achevé le 31 mai 2003 par la finale au stade de Twickenham. Une première phase de classement voit s'affronter toutes les équipes en matches aller et retour. La saison se termine sur une phase de play-off. L'équipe arrivée en tête de la phase régulière est directement qualifiée pour la finale. Les équipes classées deuxième et troisième se rencontrent lors d'une demi-finale. Le vainqueur de ce match affronte le leader de la phase régulière en finale pour l'attribution du titre. Enfin, l'équipe classée dernière de la ligue est rétrogradée en National Division One. Cette saison, les Rotherham Titans champions de la National Division One auraient dû accéder à l'élite en remplacement des Leeds Tykes. Mais ces derniers gardent leur place au sein de la Premiership après la décision de l'England Rugby Limited de refuser la promotion des Rotherham Titans car leur stade ne remplit par les critères imposés pour la participation à la Zurich Premiership.
Les London Wasps remportent la demi-finale contre Northampton Saints. Puis ils sont sacrés champions après avoir battu le leader de la phase régulière, Gloucester RFC, en finale. Les Sale Sharks, les Leeds Tykes et les Leicester Tigers, respectivement quatrièmes, cinquièmes et sixièmes de la phase régulière, sont qualifiés pour la Hcup 2003-2004. Les Bristol Shoguns terminent la phase de poule à la dernière place et sont rétrogradés en National Division One.

## Liste des équipes en compétition
La compétition oppose pour la saison 2007-2008 les douze meilleures équipes anglaises de rugby à XV :
| - Bath Rugby - Bristol Shoguns - Gloucester RFC - Harlequins | - Leeds Tykes - Leicester Tigers - London Irish - London Wasps | - Newcastle Falcons - Northampton Saints - Sale Sharks - Saracens |

## Classement de la phase régulière
| Rang | Club                 | J  | V  | N | D  | Bo | Bd | Pm  | Pe  | Diff | Pts |
| ---- | -------------------- | -- | -- | - | -- | -- | -- | --- | --- | ---- | --- |
| 1    | Gloucester RFC       | 22 | 17 | 2 | 3  | 7  | 3  | 617 | 396 | +221 | 82  |
| 2    | Wasps RFC            | 22 | 13 | 2 | 7  | 6  | 5  | 553 | 460 | +93  | 67  |
| 3    | Northampton Saints   | 22 | 13 | 0 | 9  | 5  | 5  | 512 | 376 | +136 | 62  |
| 4    | Sale Sharks          | 22 | 12 | 2 | 8  | 8  | 2  | 556 | 470 | +86  | 62  |
| 5    | Leeds Tykes          | 22 | 12 | 2 | 8  | 1  | 5  | 478 | 435 | +43  | 58  |
| 6    | Leicester Tigers (T) | 22 | 12 | 0 | 10 | 4  | 3  | 448 | 396 | +52  | 55  |
| 7    | Harlequins           | 22 | 9  | 0 | 13 | 3  | 5  | 461 | 560 | -99  | 44  |
| 8    | Saracens             | 22 | 8  | 0 | 14 | 5  | 5  | 499 | 587 | -88  | 42  |
| 9    | London Irish         | 22 | 8  | 1 | 13 | 2  | 4  | 432 | 485 | -53  | 40  |
| 10   | Newcastle Falcons    | 22 | 8  | 0 | 14 | 3  | 5  | 388 | 545 | -157 | 40  |
| 11   | Bath Rugby           | 22 | 7  | 2 | 13 | 1  | 3  | 385 | 490 | -105 | 36  |
| 12   | Bristol Shoguns (P)  | 22 | 7  | 1 | 14 | 3  | 3  | 504 | 633 | -129 | 36  |

|  | Qualifiés pour la phase finale et la Coupe d'Europe 2003-2004 (no 1, no 2, no 3). |
|  | Qualifiés pour la Coupe d'Europe 2003-2004 (no 4, no 5, no 6). |
|  | Relégué en National Division 1 pour la saison 2003-2004 (no 12). |
|  | T : Tenant du titre 2002 • P Promu 2002 V : Victoires • N : Matches Nuls • D : Défaites • BO : Bonus Offensif • BD : Bonus Défensif • PP : Points Pour (marqués) • PC : Points Contre (encaissés) • Diff : Différence de points |

Attribution des points : victoire sur tapis vert : 5, victoire : 4, match nul : 2, défaite : 0, forfait : -2 ; plus les bonus (offensif : 4 essais marqués ; défensif : défaite par 7 points d'écart maximum).
Règles de classement : 1. Nombre de victoires ; 2.différence de points ; 3. nombre de points marqués ; 4. points marqués dans les matches entre équipes concernées ; 5. Nombre de victoires en excluant la 1re journée, puis la 2de journée, et ainsi de suite.

## Résultats des rencontres de la phase régulière

### Tableau synthétique des résultats
L'équipe qui reçoit est indiquée dans la colonne de gauche.
| Clubs              | BAT   | BRI   | GLO   | HAR   | LEE   | LEI   | LOI   | LOW   | NEW   | NOR   | SAL   | SAR   |
| Bath Rugby         |       | 19-30 | 21-21 | 23-9  | 20-22 | 8-15  | 18-15 | 27-27 | 24-12 | 10-27 | 24-18 | 30-9  |
| Bristol Shoguns    | 30-20 |       | 21-38 | 48-41 | 12-17 | 25-20 | 32-32 | 19-34 | 38-10 | 28-36 | 18-6  | 30-45 |
| Gloucester RFC     | 29-16 | 45-18 |       | 29-11 | 28-10 | 31-13 | 25-20 | 24-17 | 25-23 | 18-9  | 44-8  | 44-14 |
| Harlequins         | 18-9  | 26-17 | 19-25 |       | 23-33 | 17-9  | 29-19 | 27-14 | 47-23 | 19-31 | 0-45  | 36-32 |
| Leeds Tykes        | 20-7  | 25-13 | 30-23 | 23-22 |       | 26-13 | 41-16 | 15-18 | 12-17 | 26-19 | 29-29 | 27-18 |
| Leicester Tigers   | 22-20 | 40-6  | 20-15 | 30-6  | 18-17 |       | 19-20 | 9-6   | 52-9  | 12-25 | 33-20 | 23-18 |
| London Irish       | 22-24 | 41-21 | 19-40 | 6-16  | 14-26 | 27-7  |       | 21-31 | 20-0  | 12-14 | 11-23 | 32-10 |
| London Wasps       | 36-17 | 38-35 | 23-16 | 21-25 | 27-27 | 26-13 | 35-11 |       | 13-12 | 16-9  | 25-32 | 51-23 |
| Newcastle Falcons  | 20-24 | 12-20 | 19-22 | 32-17 | 27-20 | 24-22 | 16-24 | 24-17 |       | 22-20 | 31-20 | 26-20 |
| Northampton Saints | 24-3  | 43-13 | 13-16 | 35-7  | 28-6  | 3-16  | 10-22 | 34-20 | 31-13 |       | 27-17 | 34-25 |
| Sale Sharks        | 36-18 | 28-14 | 30-30 | 20-16 | 32-20 | 29-16 | 36-14 | 9-16  | 38-3  | 24-21 |       | 37-26 |
| Saracens           | 28-3  | 17-16 | 22-29 | 36-30 | 11-6  | 18-26 | 12-14 | 31-42 | 17-13 | 31-19 | 34-19 |       |

|  | Victoire à domicile |  | Match nul |  | Défaite à domicile |

### Détail des résultats
Les points marqués par chaque équipe sont inscrits dans les colonnes centrales (3-4) alors que les essais marqués sont donnés dans les colonnes latérales (1-6). Les points de bonus sont symbolisés par une bordure bleue pour les bonus offensifs (quatre essais ou plus marqués), orange pour les bonus défensifs (défaite avec au plus sept points d'écart), rouge si les deux bonus sont cumulés. 

#### Matches aller
| 0 | Sale         | 24 | 21 | Northampton  | 2 |
| 2 | Leeds        | 26 | 13 | Leicester    | 1 |
| 1 | Harlequins   | 19 | 25 | Gloucester   | 3 |
| 0 | Newcastle    | 24 | 17 | London Wasps | 2 |
| 2 | Bristol      | 30 | 45 | Saracens     | 5 |
| 1 | London Irish | 22 | 24 | Bath         | 0 |

| 3 | Northampton  | 31 | 13 | Newcastle    | 1 |
| 6 | Gloucester   | 44 | 8  | Sale         | 1 |
| 4 | Leicester    | 30 | 6  | Harlequins   | 0 |
| 2 | Leeds        | 41 | 16 | London Irish | 1 |
| 4 | London Wasps | 38 | 35 | Bristol      | 2 |
| 3 | Saracens     | 28 | 3  | Bath         | 0 |

| 2 | Sale         | 29 | 16 | Leicester    | 1 |
| 2 | Bath         | 27 | 27 | London Wasps | 3 |
| 2 | Harlequins   | 23 | 33 | Leeds        | 3 |
| 1 | Newcastle    | 19 | 22 | Gloucester   | 1 |
| 3 | Bristol      | 28 | 36 | Northampton  | 3 |
| 4 | London Irish | 32 | 10 | Saracens     | 1 |

| 2 | Leeds        | 29 | 29 | Sale         | 2 |
| 6 | Gloucester   | 45 | 18 | Bristol      | 2 |
| 4 | Leicester    | 52 | 9  | Newcastle    | 0 |
| 3 | Harlequins   | 29 | 19 | London Irish | 1 |
| 4 | Northampton  | 24 | 3  | Bath         | 0 |
| 5 | London Wasps | 51 | 23 | Saracens     | 2 |

| 2 | Sale         | 20 | 16 | Harlequins   | 2 |
| 1 | Saracens     | 31 | 19 | Northampton  | 1 |
| 0 | Bath         | 21 | 21 | Gloucester   | 2 |
| 3 | Newcastle    | 27 | 20 | Leeds        | 2 |
| 1 | Bristol      | 25 | 20 | Leicester    | 2 |
| 3 | London Irish | 21 | 31 | London Wasps | 4 |

| 4 | Sale        | 36 | 14 | London Irish | 1 |
| 5 | Gloucester  | 44 | 14 | Saracens     | 1 |
| 3 | Leicester   | 22 | 20 | Bath         | 2 |
| 6 | Harlequins  | 47 | 23 | Newcastle    | 2 |
| 3 | Northampton | 34 | 20 | London Wasps | 2 |
| 2 | Leeds       | 25 | 13 | Bristol      | 1 |

| 3 | London Wasps | 23 | 16 | Gloucester  | 1 |
| 3 | Bath         | 20 | 22 | Leeds       | 1 |
| 4 | Newcastle    | 31 | 20 | Sale        | 2 |
| 0 | London Irish | 12 | 14 | Northampton | 1 |
| 0 | Saracens     | 18 | 26 | Leicester   | 0 |
| 6 | Bristol      | 48 | 41 | Harlequins  | 5 |

| 3 | Sale       | 28 | 14 | Bristol      | 1 |
| 2 | Harlequins | 18 | 9  | Bath         | 0 |
| 0 | Gloucester | 18 | 9  | Northamton   | 0 |
| 0 | Leicester  | 9  | 6  | London Wasps | 0 |
| 2 | Leeds      | 27 | 18 | Saracens     | 2 |
| 1 | Newcastle  | 16 | 24 | London Irish | 0 |

| 0 | Northampton  | 3  | 16 | Leicester  | 1 |
| 2 | Bath         | 24 | 18 | Sale       | 2 |
| 1 | London Irish | 19 | 40 | Gloucester | 5 |
| 6 | Bristol      | 38 | 10 | Newcastle  | 1 |
| 2 | London Wasps | 27 | 27 | Leeds      | 2 |
| 4 | Saracens     | 36 | 30 | Harlequins | 4 |

| 3 | Leicester  | 20 | 15 | Gloucester   | 2 |
| 5 | Sale       | 37 | 26 | Saracens     | 3 |
| 3 | Leeds      | 26 | 19 | Northampton  | 1 |
| 1 | Newcastle  | 20 | 24 | Bath         | 2 |
| 4 | Bristol    | 22 | 22 | London Irish | 2 |
| 2 | Harlequins | 27 | 14 | London Wasps | 1 |

| 11e journée samedi 23 et dimanche 24 novembre \| 4 \| Northampton \| 35 \| 7 \| Harlequins \| 1 \| \| 1 \| Bath \| 19 \| 30 \| Bristol \| 3 \| \| 3 \| Gloucester \| 28 \| 10 \| Leeds \| 1 \| \| 3 \| London Irish \| 27 \| 7 \| Leicester \| 2 \| \| 1 \| London Wasps \| 25 \| 32 \| Sale \| 4 \| \| 1 \| Saracens \| 17 \| 13 \| Newcastle \| 1 \| |              |    |    |            |   |
| 4 | Northampton  | 35 | 7  | Harlequins | 1 |
| 1 | Bath         | 19 | 30 | Bristol    | 3 |
| 3 | Gloucester   | 28 | 10 | Leeds      | 1 |
| 3 | London Irish | 27 | 7  | Leicester  | 2 |
| 1 | London Wasps | 25 | 32 | Sale       | 4 |
| 1 | Saracens     | 17 | 13 | Newcastle  | 1 |

#### Matches retour
| 5 | Sale       | 36 | 18 | Bath         | 2 |
| 3 | Gloucester | 25 | 20 | London Irish | 2 |
| 3 | Harlequins | 36 | 32 | Saracens     | 4 |
| 0 | Leicester  | 12 | 25 | Northampton  | 3 |
| 0 | Leeds      | 15 | 18 | London Wasps | 2 |
| 0 | Newcastle  | 12 | 20 | Bristol      | 3 |

| 2 | London Wasps | 26 | 13 | Leicester  | 1 |
| 2 | Bath         | 23 | 9  | Harlequins | 0 |
| 1 | Northampton  | 13 | 16 | Gloucester | 1 |
| 0 | Bristol      | 18 | 6  | Sale       | 0 |
| 3 | London Irish | 20 | 0  | Newcastle  | 0 |
| 1 | Saracens     | 11 | 6  | Leeds      | 0 |

| 2 | Leeds       | 20 | 7  | Bath         | 1 |
| 5 | Sale        | 38 | 3  | Newcastle    | 0 |
| 3 | Gloucester  | 24 | 17 | London Wasps | 1 |
| 3 | Leicester   | 23 | 18 | Saracens     | 2 |
| 2 | Harlequins  | 26 | 17 | Bristol      | 3 |
| 1 | Northampton | 10 | 22 | London Irish | 1 |

| 4 | Newcastle    | 32 | 17 | Harlequins  | 2 |
| 1 | Bath         | 8  | 15 | Leicester   | 2 |
| 0 | Bristol      | 12 | 17 | Leeds       | 2 |
| 1 | London Irish | 11 | 23 | Sale        | 1 |
| 1 | London Wasps | 16 | 9  | Northampton | 0 |
| 1 | Saracens     | 22 | 29 | Gloucester  | 2 |

| 0 | Leeds        | 12 | 17 | Newcastle    | 2 |
| 6 | Leicester    | 40 | 6  | Bristol      | 0 |
| 2 | Gloucester   | 29 | 16 | Bath         | 1 |
| 0 | Harlequins   | 0  | 45 | Sale         | 5 |
| 4 | Northampton  | 34 | 25 | Saracens     | 3 |
| 4 | London Wasps | 35 | 11 | London Irish | 1 |

| 2 | Leeds        | 23 | 22 | Harlequins   | 1 |
| 3 | London Wasps | 36 | 17 | Bath         | 2 |
| 0 | Saracens     | 12 | 14 | London Irish | 1 |
| 4 | Leicester    | 33 | 20 | Sale         | 2 |
| 3 | Gloucester   | 25 | 23 | Newcastle    | 3 |
| 6 | Northampton  | 43 | 13 | Bristol      | 1 |

| 1  | Bath         | 10 | 27 | Northampton  | 2 |
| 50 | Sale         | 32 | 20 | Leeds        | 3 |
| 0  | London Irish | 6  | 16 | Harlequins   | 1 |
| 2  | Newcastle    | 24 | 22 | Leicester    | 3 |
| 2  | Bristol      | 21 | 38 | Gloucester   | 6 |
| 4  | Saracens     | 31 | 42 | London Wasps | 5 |

| 1 | Bath         | 10 | 27 | Northampton  | 2 |
| 4 | Sale         | 30 | 30 | Gloucester   | 3 |
| 1 | Harlequins   | 17 | 9  | Leicester    | 0 |
| 1 | Bristol      | 19 | 34 | London Wasps | 6 |
| 1 | London Irish | 14 | 26 | Leeds        | 2 |
| 1 | Newcastle    | 22 | 20 | Northampton  | 3 |

| 1 | London Wasps | 13 | 12 | Newcastle    | 0 |
| 2 | Bath         | 18 | 15 | London Irish | 0 |
| 4 | Gloucester   | 29 | 11 | Harlequins   | 1 |
| 0 | Leicester    | 17 | 16 | Leeds        | 1 |
| 3 | Northampton  | 27 | 17 | Sale         | 2 |
| 2 | Saracens     | 17 | 16 | Bristol      | 1 |

| 1 | Harlequins | 19 | 31 | Northampton  | 4 |
| 2 | Leicester  | 19 | 20 | London Irish | 1 |
| 0 | Sale       | 9  | 16 | London Wasps | 1 |
| 4 | Leeds      | 30 | 23 | Gloucester   | 2 |
| 3 | Bristol    | 30 | 20 | Bath         | 2 |
| 4 | Newcastle  | 26 | 22 | Saracens     | 3 |

| 22e journée samedi 10 mai \| 3 \| Bath \| 24 \| 12 \| Newcastle \| 0 \| \| 4 \| Gloucester \| 31 \| 13 \| Leicester \| 1 \| \| 5 \| London Irish \| 41 \| 21 \| Bristol \| 2 \| \| 2 \| London Wasps \| 21 \| 25 \| Harlequins \| 3 \| \| 3 \| Northampton \| 28 \| 6 \| Leeds \| 0 \| \| 4 \| Saracens \| 34 \| 19 \| Sale \| 3 \| |              |    |    |            |   |
| 3 | Bath         | 24 | 12 | Newcastle  | 0 |
| 4 | Gloucester   | 31 | 13 | Leicester  | 1 |
| 5 | London Irish | 41 | 21 | Bristol    | 2 |
| 2 | London Wasps | 21 | 25 | Harlequins | 3 |
| 3 | Northampton  | 28 | 6  | Leeds      | 0 |
| 4 | Saracens     | 34 | 19 | Sale       | 3 |

## Demi-finale
| Date        | Lieu       | Équipe       | Score   | Équipe             | Spectateurs |
| ----------- | ---------- | ------------ | ------- | ------------------ | ----------- |
| 17 mai 2003 | Adams Park | London Wasps | 19 - 10 | Northampton Saints | 7 398       |

Points marqués
- London Wasps: 1 essai de Fraser Waters (40e), 1 transformation d'Alex King (40e), 3 pénalités d'Alex King (7e, 39e, 47e), 1 drop d'Alex King (61e)
- Northampton Saints: 1 essai de Ben Cohen (42e), 1 transformation de Bruce Reihana (42e), 1 pénalité de Bruce Reihana (25e)

## Finale
| Équipes                 | Gloucester RFC - London Wasps |
| Score                   | 3 - 39 (3 - 23) |
| Date                    | 31 mai 2003 |
| Stade                   | Twickenham, Londres |
| Spectateurs             | 42 000 |
| Arbitre                 | Tony Spreadbury |
| Composition des équipes | |
| Gloucester RFC          | Titulaires : 15 Thinus Delport, 14 Marcel Garvey, 13 Terry Fanolua, 12 Henry Paul, 11 James Simpson-Daniel, 10 Ludovic Mercier, 9 Andrew Gomarsall, 8 Junior Paramore, 7 Andrew Hazell, 6 Jake Boer, 5 Mark Cornwell, 4 Adam Eustace, 3 Phil Vickery, 2 Olivier Azam, 1 Rodrigo Roncero Remplaçants : 16 Clive Stuart-Smith, 17 Simon Amor, 18 Robert Todd, 19 Chris Collins, 20 Andy Deacon, 21 Rob Fidler, 22 Peter Buxton |
| London Wasps            | Titulaires : 15 Mark van Gisbergen, 14 Josh Lewsey, 13 Fraser Waters, 12 Stuart Abbott, 11 Kenny Logan, 10 Alex King, 9 Rob Howley, 8 Lawrence Dallaglio, 7 Paul Volley, 6 Joe Worsley, 5 Richard Birkett, 4 Simon Shaw, 3 Will Green, 2 Trevor Leota, 1 Craig Dowd Remplaçants : 16 Martyn Wood, 17 Phil Greening, 18 Mark Denney, 19 Ayoola Erinle, 20 Mark Lock, 21 Peter Scrivener, 22 Ali McKenzie                      |
| Points marqués,         | |
| Gloucester RFC          | 1 pénalité de Ludovic Mercier (4e) |
| London Wasps            | 3 essais de Josh Lewsey (2e, 40e) et Joe Worsley (71e), 3 transformations d'Alex King (2e, 40e, 71e), 5 pénalités d'Alex King (9e, 12e, 45e, 47e, 53e) et 1 drop d'Alex King (19e) |